# Радошковичі
Радошковичі (біл. Радашко́вічы) — селище міського типу у Молодечненському районі Мінської області Білорусі. У селищі проживає 5 700 осіб (2009). У районі Радошковічей знаходиться вододіл Вілейсько-Мінської водної системи.
За 10 км від селища міського типу розташована найближча залізнична станція Радошковичі на лінії Мінськ — Молодечно.